# Atrochromadora
Atrochromadora är ett släkte av rundmaskar. Atrochromadora ingår i familjen Chromadoridae.
Kladogram enligt Catalogue of Life och Dyntaxa:
| Atrochromadora | \| \| Atrochromadora denticulata \| \| \| \| \| \| Atrochromadora microlaima \| \| \| \| \| \| Atrochromadora obscura \| \| \| \| \| \| Atrochromadora parva \| \| \| \| |
|                | \| \| Atrochromadora denticulata \| \| \| \| \| \| Atrochromadora microlaima \| \| \| \| \| \| Atrochromadora obscura \| \| \| \| \| \| Atrochromadora parva \| \| \| \| |
|                | Atrochromadora denticulata |
|                | |
|                | Atrochromadora microlaima |
|                | |
|                | Atrochromadora obscura |
|                | |
|                | Atrochromadora parva |
|                | |